# William Jacobs
William Jacobs (* 31. Oktober 1887 in Chicago, Vereinigte Staaten; † 30. September 1953 in Beverly Hills, Vereinigte Staaten) war ein US-amerikanischer Drehbuchautor und Filmproduzent.

## Leben und Wirken
Der Sohn von Abe Jacobs, eines Bühneninspizienten des Chicagoer Majestic Theatres, hatte bereits in jungen Jahren intensiv die Welt des Theaters kennengelernt und sich zunächst als Autor versucht. Zu Beginn der Tonfilm-Ära stellte ihn Columbia Pictures als Drehbuchautor ein, und Jacobs schrieb bis Ende desselben Jahrzehnts (1930er Jahre) Manuskripte zu Filmen unterschiedlichster Genres, zuletzt im Dienste von Warner Bros.
Seit Beginn der 1940er Jahre wechselte er bei dieser Firma in die Filmproduktion, zunächst als Produktionsleiter (associated producer) zahlloser B- und C-Produktionen. Ein Jahr vor Kriegsende 1945 stieg William Jacobs zum Filmproduzenten auf und betreute in dieser Funktion zunächst eine Reihe düsterer film-noir-Stoffe, Ende der 1940er Jahre auch mehrfach Musikfilme. Zuletzt, von 1950 bis 1953, stellte William Jacobs auch A-Mainstreamunterhaltung (oftmals Komödien und Liebesgeschichten mit Musik und Gesang) mit der zum neuen Warner-Bros.-Star aufgebauten Nachwuchskünstlerin Doris Day her. Die Weltpremiere seines letzten Day-Films, die Westernkomödie Schwere Colts in zarter Hand, erlebte William Jacobs nicht mehr.

## Filmografie
Als Drehbuchautor
- 1933: Night of Terror
- 1935: The Unwelcome Stranger
- 1935: Swellhead
- 1936: The Big Noise
- 1936: Hot Money
- 1936: Isle of Fury
- 1937: Dance Charlie Dance
- 1937: Talent Scout
- 1938: Sergeant Murphy

Als Produktionsleiter
- 1940: Der Familientyrann (Father is a Prince)
- 1940: Ultimatum für Bohrturm L-9 (Flowing Gold)
- 1940: South of Suez
- 1941: Die kleinen Träume von der weiten Welt (The Great Mr. Nobody)
- 1941: Underground
- 1941: Strange Alibi
- 1941: Keine Blumen für O’Hara (Bullets for O’Hara)
- 1942: Secret Enemies
- 1942: Im Schatten des Herzens (Always in My Heart)
- 1942: Lady Gangster
- 1942: Spy Ship
- 1943: The Gorilla Man
- 1943: Truck Busters
- 1943: Tatort Springfield (Conflict) (UA: 1945)
- 1944: Crime by Night

Als Filmproduzent
- 1944: Shine On, Harvest Moon
- 1945: Weihnachten nach Maß (Christmas in Connecticut)
- 1945: Danger Signal
- 1945: Too Young to Know
- 1946: Never Say Goodbye
- 1946: Hier irrte Scotland Yard (The Verdict)
- 1946: Die Bestie mit den fünf Fingern (The Beast With Five Fingers)
- 1947: Nora Prentiss
- 1947: Love and Learn
- 1947: My Wild Irish Rose
- 1948: April Showers
- 1948: Whiplash
- 1948: Montana (UA: 1950)
- 1949: Stern vom Broadway (Look for the Silver Lining)
- 1949: Story of Seabiscuit
- 1949: The Daughter of Rosie O’Grady
- 1950: Herr der rauhen Berge (Rocky Mountain)
- 1950: Bezaubernde Frau (Tea for Two)
- 1951: Ein Herz für Danny (Close to My Heart)
- 1951: Das Wiegenlied vom Broadway (Lullaby of Broadway)
- 1951: Romanze mit Hindernissen (On Moonlight Bay)
- 1951: Painting the Clouds with Sunshine
- 1952: April in Paris
- 1953: Heiratet Marjorie? (By the Light of the Silvery Moon)
- 1953: Schwere Colts in zarter Hand (Calamity Jane)

## Nachrufe
- Los Angeles Times vom 1. Oktober 1953, S. 42: Film Producer William Jacobs Dies At 65
- Redlands Daily Facts vom 1. Oktober 1953, S. 4: William Jacobs, Film Producer, Dies
- Los Angeles Times vom 2. Oktober 1953, S. 39: William Jacobs